# Jacob P. Adler
Jacob Pavlovich Adler (ryska: Яков Павлович Адлер: Jakob Pavlovitj Adler), född Jankel Adler (Янкев Адлер) 12 februari (n.s.) 1855 i Odessa i guvernementet Cherson i Kejsardömet Ryssland (nu Ukraina), död 1 april 1926 i New York, introducerade teater på jiddisch i Amerika.
Han var i tredje äktenskapet gift med skådespelerskan Sara Adler och hade med henne följande barn, som blev skådespelare: Jay Adler, Luther Adler, Stella Adler och Charles Adler.
I ett tidigare äktenskap med Dinah Shtettin hade han dottern Celia Adler.